# Lugbarové
Lugbarové (Lugbara people) jsou středosúdánským etnikem žijícím v Ugandě, v přilehlé oblasti Demokratické republiky Kongo a v Jižním Súdánu. Používají středosúdánský, nilotský jazyk Lugbara. Počet Lugbarů je odhadován na 2 200 000 osob. Přibližně polovina Lugbarů se hlásí ke katolickému křesťanství, čtvrtina se hlásí k anglikánské církvi a čtvrtina k sunnitskému islámu. Statistiky se různí. 

## Kultura a náboženství
Mezi Lugbary je běžná vícečetná náboženská identita, kdy kromě vyznávaného křesťanství či islámu lidé zároveň ctí náboženství předků nebo tradičně udržují některé jeho aspekty. Nejvyšším Bohem je v lugbarské mytologii Adroa. Adroovi jsou připisovány jak dobré, tak i zlé charakteristiky. Dobrý a zlý aspekt činí z Adroa Boha života i Boha smrti. Adroovu dobrou tvář Lugbarové nazývají onyiru a tu zlou onzi. Až do roku 1930 Lugbarové obětovali Bohu Adroarovi děti. Po ukončení dětských obětí se Bohu obětuje beran. Dobrý i zlý aspekt božství Adroa v některých příbězích vyznívá jakoby existovali dva bohové. Dobrý Bůh, který stvořil svět a vzdálil se, a zlý Bůh, který přebývá na zemi v podobě vysokého bílého muže, který má jen polovinu těla a skáče po jedné noze. Často přebývá v řekách, většinou je neviditelný a zjevuje se lidem těsně před jejich smrtí.

## Kult předků a předkové hrdinové
Poté co Adroa stvořil muže a ženu, zplodili spolu chlapce a dívku. Jména se liší podle variací mýtů v různých oblastech. Některé mýty vypovídají, že sourozenci neměli pohlavní styk, ale ženy porodily poté, co si potřely nohy kozí krví. Poslední dvojice sourozenců zplodila dva předky hrdiny: Jakiho a Dribidu, kteří přišli na území, kde Lugbarové žijí, a zplodili zde mnoho synů, zakladatelů lugbarských klanů. Mezi Lugbary je stále silný kult předků, zvláštní úcta je vzdávána předkům hrdinům.